# Rheumaptera proserpina
Rheumaptera proserpina är en fjärilsart som beskrevs av Alphéraky 1897. Rheumaptera proserpina ingår i släktet Rheumaptera och familjen mätare. Inga underarter finns listade.